# بخش ژونزاک
بخش ژونزاک (به فرانسوی: Arrondissement de Jonzac) یک بخش در فرانسه است که در شرانت-ماریتیم واقع شده‌است.